# European Telecommunications Standards Institute

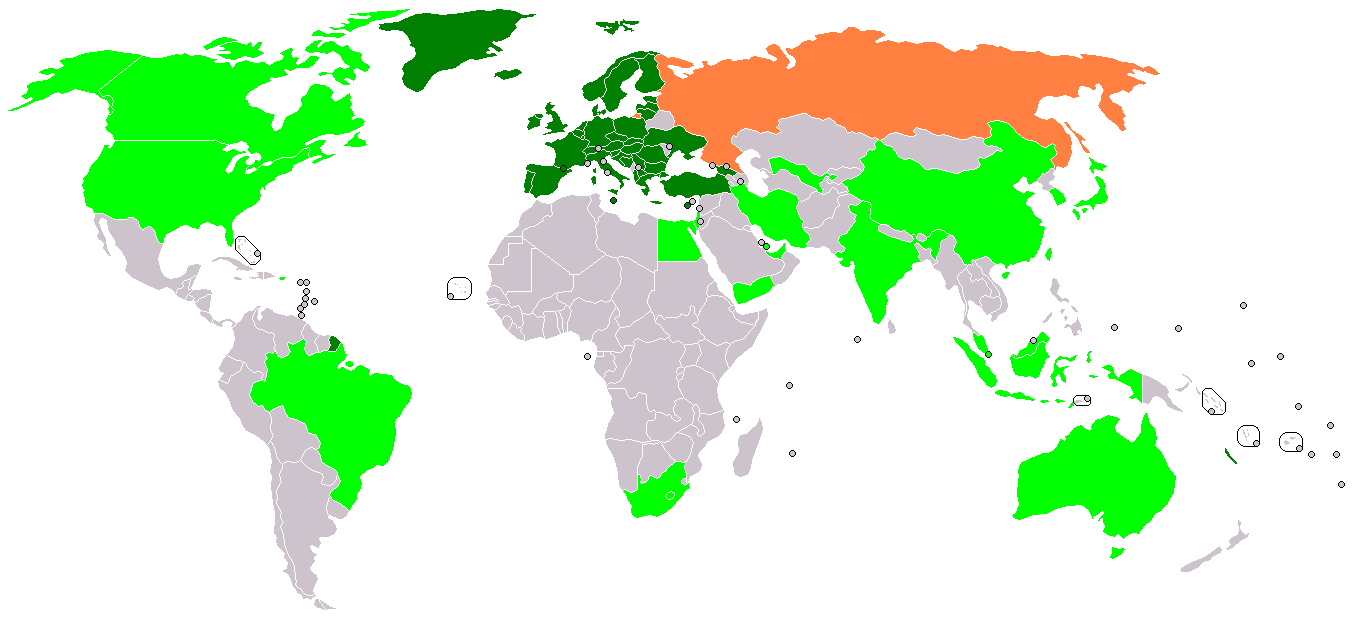
Verde escuro para membros efetivos; verde claro para membros associados

O European Telecommunications Standards Institute (ETSI) é um instituto europeu cujo objetivo é definir padrões que permitam ao mercado europeu funcionar como um todo ao nível das telecomunicações. 
Formado pela Comissão Europeia em 1998, inclui fabricantes e operadores.  